# Kanntorp
Kanntorp är ett område sydost om Sköldinge i Sköldinge socken i Katrineholms kommun. Här låg tidigare Kantorps gruva. En del av bebyggelsen i området var tidigare avgränsat och namnsatt som småorten Villahagen. Från 2015 till 2023 ingick området i tätorten Sköldinge. Vid avgränsningen 2023 klassades den åter som en separat småort.

## Befolkningsutveckling
| Befolkningsutvecklingen i Kantorp/Kanntorp/Korslöt och Villahagen 1960–2010   | Befolkningsutvecklingen i Kantorp/Kanntorp/Korslöt och Villahagen 1960–2010 | Befolkningsutvecklingen i Kantorp/Kanntorp/Korslöt och Villahagen 1960–2010 | Befolkningsutvecklingen i Kantorp/Kanntorp/Korslöt och Villahagen 1960–2010 | Befolkningsutvecklingen i Kantorp/Kanntorp/Korslöt och Villahagen 1960–2010 |
| ----------------------------------------------------------------------------- | --------------------------------------------------------------------------- | --------------------------------------------------------------------------- | --------------------------------------------------------------------------- | --------------------------------------------------------------------------- |
|                                                                               |                                                                             |                                                                             |                                                                             |                                                                             |
| År                                                                            |                                                                             |                                                                             | Folkmängd                                                                   | Areal (ha)                                                                  |
| 1960                                                                          | 1960                                                                        |                                                                             | 275                                                                         |                                                                             |
| 1965                                                                          | 1965                                                                        |                                                                             | 203                                                                         |                                                                             |
| 1990                                                                          | 1990                                                                        |                                                                             | 58                                                                          | 9#                                                                          |
| 1995                                                                          | 1995                                                                        |                                                                             | 70                                                                          | 12#                                                                         |
| 2000                                                                          | 2000                                                                        |                                                                             | 69                                                                          | 12#                                                                         |
| 2005                                                                          | 2005                                                                        |                                                                             | 55                                                                          | 12#                                                                         |
| 2010                                                                          | 2010                                                                        |                                                                             | 62                                                                          | 14#                                                                         |
| Anm.: Upphörde som tätort 1970. Sammanvuxen med Sköldinge 2015. # Som småort. |                                                                             |                                                                             |                                                                             |                                                                             |